# Über japanische Lieder der Unzucht
Über japanische Lieder der Unzucht (Originaltitel: 日本春歌考, Nihon Shunka-kō, dt. „Gedanken zu erotischen Liedern Japans“) ist ein japanischer Film aus dem Jahre 1967. Regie führte Nagisa Ōshima.

## Inhalt
Hiroi, Maruyama, Nakamura und Uead haben sich in Tokio an der Universität eingeschrieben, statt zu studieren, faulenzen sie aber und vertreiben sich ihre Zeit mit Bordellbesuchen und dem Singen obszöner Lieder. Ihr früherer Lehrer Otake tut es ihnen gleich.

## Kritik
„Über weite Strecken improvisiertes, am westlichen Avantgarde-Kino orientiertes Filmexperiment, das vor allem von seiner eindrücklichen Kamera- und Montagekunst lebt, dramaturgisch aber nicht an Oshimas Meisterwerke anknüpfen kann.“